# Michael League

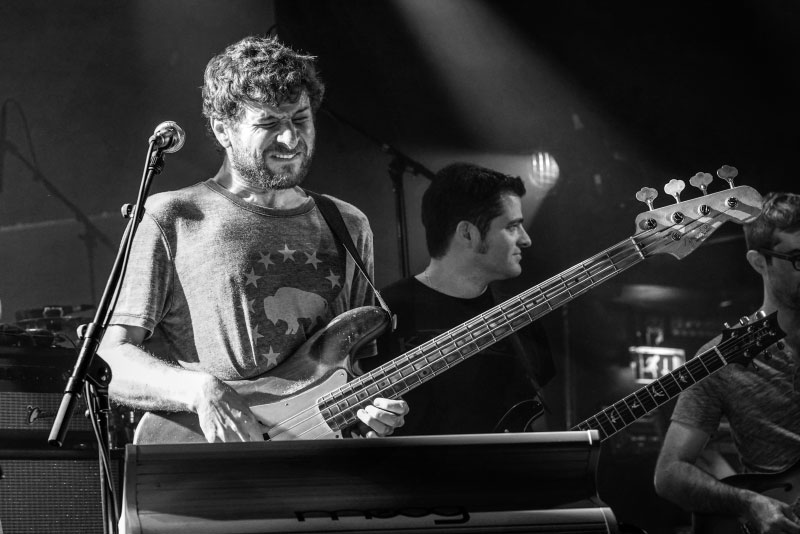
Michael League (2019) à Aarhus, Danemark
Photo Hreinn Gudlaugsson

Michael League né le 24 avril 1984 est un compositeur, producteur et multi-instrumentiste américain. Il est directeur musical du groupe instrumental basé à New York Snarky Puppy et du groupe international Bokanté. Il a par ailleurs fondé le groupe Forq avec le claviériste Henry Hey. Il est également propriétaire et créateur du label de disques GroundUP Music. Michael League a remporté trois Grammy Awards . 

## Biographie
Michael League est né en Californie le 24 avril 1984. Son attirance pour la musique date de son plus jeune âge, ce qui l'amène à jouer de la guitare à l'âge de 13 ans. Il commence à jouer de la basse à 17 ans, à la demande de son groupe de jazz de lycée. Il a ensuite étudié le jazz à l'Université de North Texas, puis a passé trois ans à jouer avec la scène Gospel et R&B de Dallas sous le mentorat non officiel du claviériste Bernard Wright. Là, il se produit avec des artistes gospel comme Walter Hawkins, Kirk Franklin, Marvin Sapp, Myron Butler &amp; Levi et Israel Houghton, et se produit fréquemment à la Potter's House. Il a été également un membre régulier du groupe d'Erykah Badu, The Gritz. Michael League s'installe à Brooklyn, New York en 2009. 

## Carrière musicale
Michael a formé Snarky Puppy au cours de sa première année à l'université de North Texas, composée à l'origine de lui et de neuf de ses pairs. Il a composé la plupart de leur musique originale, ainsi que produit tous les albums publiés par le groupe. 
Il a joué ou enregistré avec des artistes de divers genres, dont Laura Mvula, Lalah Hathaway, Joe Walsh, Chris Thile, Michael McDonald, Terence Blanchard, Esperanza Spalding, Joshua Redman, Wayne Krantz, Chris Potter, Salif Keita, Eliades Ochoa, Fatoumata Diawara, Bassekou Kouyate, Susana Baca, Kardeş Türküler et Youssou Ndour. [réf. nécessaire]   Il a été récemment directeur musical pour David Crosby, dans son groupe de tournée Lighthouse, aux côtés de Becca Stevens et Michelle Willis. 
En 2014, League a remporté son premier Grammy Award de la meilleure performance R&amp;B avec Snarky Puppy et Lalah Hathaway pour une performance live de la chanson Something de Brenda Russell et David Foster sur l'album Family Dinner - Volume 1. 
En 2016, Sylva, l'album collaboratif entre Snarky Puppy et Metropole Orkest et dirigé par Jules Buckley, remporte un Grammy Award du meilleur album instrumental contemporain, tout comme l'album de suivi du groupe, Culcha Vulcha en 2017. 
Michael League forme l'ensemble world/blues Bokanté en 2016 et produit deux albums pour le groupe : Strange Circles et What Heat . Strange Circles est sorti sur GroundUP Music et What Heat, également une collaboration avec Jules Buckley et le Metropole Orkest, est sorti le 28 septembre 2018 sur Real World Records. En 2019, What Heat a été nommé au Grammy Award de la meilleure catégorie d'album de musique du monde. 
Un numéro de l'album Lighthouse de David Crosby, produit par League, présentait Crosby, League, Becca Stevens et Michelle Willis (avec Bill Laurance au piano). Le quatuor est devenu le groupe Lighthouse Band sur l'album Here If You Listen de Crosby en 2018. Le groupe a ensuite fait une tournée de six semaines en novembre et décembre 2018. 

## Contributions non-exhaustives
Michael League a travaillé comme producteur ou coproducteur sur 42 albums des artistes suivant,. 
- David Crosby
- David Crosby, Michelle Willis, Becca Stevens et Michael League
- Snarky Puppy - les treize albums
- Bokanté
- Bokanté + Metropole Orkest (dirigé par Jules Buckley )
- Eliades Ochoa
- Susana Baca
- Banda Magda
- Collier Roosevelt
- Becca Stevens
- Bill Laurance
- Forq
- Lucy Woodward
- Sirintip
- Alina Engibaryan
- Matt Grondin
- Ensemble Sachal
- Mariage d'Alison
- Hildegunn Gjedrem
- Dan Bruce
- Andrew Mancilla
- Malika Tirolien
- Mika Mimura
- Natalie Forteza
- Milly Beau
- Gisela João
- Youssou Ndour

## Festival de musique GroundUP
En 2017, sous son impulsion, le GroundUP Music Festival, également connu sous le nom de GUMFest, fait ses débuts dans l'enceinte du North Beach Band Shell à North Beach, Miami,. 
Ce premier festival de musique GroundUP lancé par Andy Hurwitz, est dirigé par Paul Lehr, et Michael League reste en charge de direction artistique. Le festival présente des performances de Snarky Puppy durant les trois nuits, avec une programmation organisée par Michael League et comprenant les collaborations de David Crosby, Béla Fleck et les Flecktones, The Wood Brothers, Robert Glasper, Knower, Concha Buika, C4 Trio, Pedrito Martinez, Jojo Mayer + Nerve, Mark Guiliana 's Beat Music, John Medeski 's Mad Skillet, Charlie Hunter Trio, Laura Mvula, Eliades Ochoa, Esperanza Spalding, Lionel Loueke, Joshua Redman et Terence Blanchard, ainsi que la liste complète de GroundUP Music, entre autres,. 
Depuis 2017, le GroundUP Music Festival a été pérennisé pour devenir un événement annuel de Miami.